# كارلوس بيريث ريال
كارلوس بيريث ريال (بالإسبانية: Carlos Pérez Rial، ولد في 12 أبريل 1979، كانغاس دي موراسو، بونتيفيدرا، إسبانيا) رياضي إسباني. يتنافس في رياضة كانو- كاياك (الكانوي)، يتخصص في سباق الكاياك الفردي (K1) والزوجي (K2).
حصل على الميدالية الذهبية في دورة الألعاب الأولمبية الصيفية عام 2008 في بكين، كما حاز على أربع ميداليات ذهبية في بطولات العالم للكانو كاياك، وعلى ميداليتين ذهبيتين في بطولات أوروبا للكانو كاياك.

## إنجازاته

### الألعاب الأولمبية الصيفية
- 2008 بكين  الصين:  ميدالية ذهبية في سباق الكاياك «كي 2» لمسافة 500 متر.

### بطولة العالم للكانو كاياك (الكانوي)
- 2003 غينزفيل، فلوريدا  الولايات المتحدة:  ميدالية فضية في سباق الكاياك «كي 1» لمسافة 500 متر.
- 2005 زغرب  كرواتيا:  ميدالية ذهبية في سباق الكاياك «كي 1» لمسافة 200 متر.
- 2006 سزيغت  المجر:  ميدالية فضية في سباق الكاياك «كي 1» لمسافة 200 متر.
- 2009 دارتموث  كندا:  ميدالية ذهبية في سباق الكاياك «كي 1» لمسافة 4×200 متر تتابع.
- 2009 دارتموث  كندا:  ميدالية فضية في سباق الكاياك «كي 2» لمسافة 200 متر.
- 2010 بوزنان  بولندا:  ميدالية ذهبية في سباق الكاياك «كي 1» لمسافة 4×200 متر تتابع.
- 2010 بوزنان  بولندا:  ميدالية فضية في سباق الكاياك «كي 2» لمسافة 200 متر.
- 2011 سزيغت  المجر:  ميدالية ذهبية في سباق الكاياك «كي 1» لمسافة 4×200 متر تتابع.

### بطولة أوروبا للكانو كاياك (الكانوي)
- 2004 بوزنان  بولندا:  ميدالية برونزية في سباق الكاياك «كي 1» لمسافة 500 متر.
- 2005 بوزنان  بولندا:  ميدالية ذهبية في سباق الكاياك «كي 1» لمسافة 200 متر.
- 2006 راسيز  جمهورية التشيك:  ميدالية فضية في سباق الكاياك «كي 1» لمسافة 200 متر.
- 2008 ميلانو  إيطاليا:  ميدالية فضية في سباق الكاياك «كي 2» لمسافة 500 متر.
- 2009 براندنبورغ  ألمانيا:  ميدالية ذهبية في سباق الكاياك «كي 2» لمسافة 200 متر.
- 2010 كورفيرا دي أستورياس  إسبانيا:  ميدالية فضية في سباق الكاياك «كي 2» لمسافة 200 متر.
- 2010 كورفيرا دي أستورياس  إسبانيا:  ميدالية فضية في سباق الكاياك «كي 2» لمسافة 500 متر.